# Le Quesnel
Le Quesnel è un comune francese di 711 abitanti situato nel dipartimento della Somme nella regione dell'Alta Francia.

## Società

### Evoluzione demografica
Abitanti censiti